# Convent de Sant Marçal
El Convent de Sant Marçal fou un convent dels Servites inclòs en l'Inventari del Patrimoni Arquitectònic Català com a monument del municipi de Marçà (Priorat). Construcció d'àmplies dimensions de planta rectangular, bastida de maçoneria i maó en alguns indrets, reforçada amb carreus als angles i coberta teulada a un sol vessant. A la façana s'obren dues portes i dues finestres a la planta baixa, sis finestres al primer pis i sis més al segon. L'únic element d'interès que resta és la porta principal, de gres vermell i llinda recta, sobre la qual hi ha mig escut sense identificar.
El convent de Sant Marçal fou fundat el 1611 gràcies a la donació de terres que feu la família Montagut i sota la protecció del duc de Cardona. Hom hi celebrava regularment el Capítol de frares de la Corona d'Aragó, la qual cosa li conferí importància. Segons el cens del 1768 hi residien 10 sacerdots, un clergue i set germans. Els frares abandonaren el convent en diferents ocasions a causa de conflictes militars i, de forma definitiva el 1835. Entre el 1838 i el 1845 s'aterrà pràcticament tot el conjunt, per a aprofitar materials i el 1901 era en estat ruïnós. Més endavant s'arranjà mínimament pels nous propietaris, prèvia compra en el procés de desamortització, i fou dedicat a magatzem, funció que encara té actualment.